# Rattus adustus
Rattus adustus és una espècie de mamífer rosegador de la família dels múrids. És endèmica de l'illa d'Enggano, a l'oest d'Indonèsia. És coneguda a partir d'un únic exemplar, l'holotip.